# Нугуманово
Нугуманово — село в Кунашакском районе Челябинской области, входит в состав Муслюмовского сельского поселения.

## География
Расположено в юго-восточной части района. Расстояние до районного центра, Кунашака, 30 км.

## История
Село основано после 1742 в составе 2-го юрта Мещерякского кантона.
Деревня была заселена служивыми башкирами а затем беглыми башкирами припущенниками родословия Табын

## Население
| 2002 | 2010 |
| ---- | ---- |
| 341  | ↘321 |

(в 1970 — 883, в 1995 — 476)

## Улицы
- Улица Дружбы
- Молодежная улица
- Улица Труда
- Центральная улица
- Улица Шакирова
- Школьная улица
- Переулок Труда